# 富拉尼人
富拉尼人（Fulani）是非洲的游牧民族，大都聚居於从塞内加尔到北喀麥隆的萨赫勒地區，包括尼日利亞在內的西部非洲也有分佈。在毛里塔尼亞、迦納、塞內加爾、幾內亞、岡比亞、馬利、尼日利亞、塞拉利昂、貝南、布基納法索、幾內亞比紹、喀麥隆、科特迪瓦、尼日、查德、多哥、剛果共和國、剛果民主共和國、中非共和國、利比里亞、蘇丹、南蘇丹、埃及等國，富拉尼均為少數民族，唯在幾內亞是最大的族群，佔全國人口的40％。
富拉尼人主要的經濟活動為畜牧與農業。雖然他們飼養的牛品質不佳，但牛的頭數卻是富拉尼人的財富、地位的象徵。因此，除了老病將死的牛外，牧民很少屠殺牛隻，他們的生計食物主要來自牛乳、乳製品。在雨季時，牧草到處繁茂滋長，牧民乃驅趕牛群到1300公尺以上的高地放牧，以避開低溼地區的嗤嗤蠅之害。在高地，每一平方公里土地，約可放養30頭左右的牛隻。當乾季來臨時，高地的草類漸枯，大部分富拉尼人便帶著帳篷、家具，驅趕牛群移居到接近河流的低地。但在離開高地前，多數的牧民均在帳篷附近種些小米、豆類，並留下年老者就近照顧，以便雨季時回來收成。

## 民族分佈、人口與語言

### 民族分佈
富拉尼人主要居住在薩赫勒地區，尤其是西非地區。目前富拉尼人主要居住在茅利塔尼亞、迦納、塞內加爾、幾內亞、甘比亞、馬利、奈及利亞、獅子山、貝南、布基納法索、幾內亞比索、喀麥隆、象牙海岸、尼日、查德、多哥、南蘇丹、中非共和國、賴比瑞亞以及蘇丹和埃及的紅海岸。

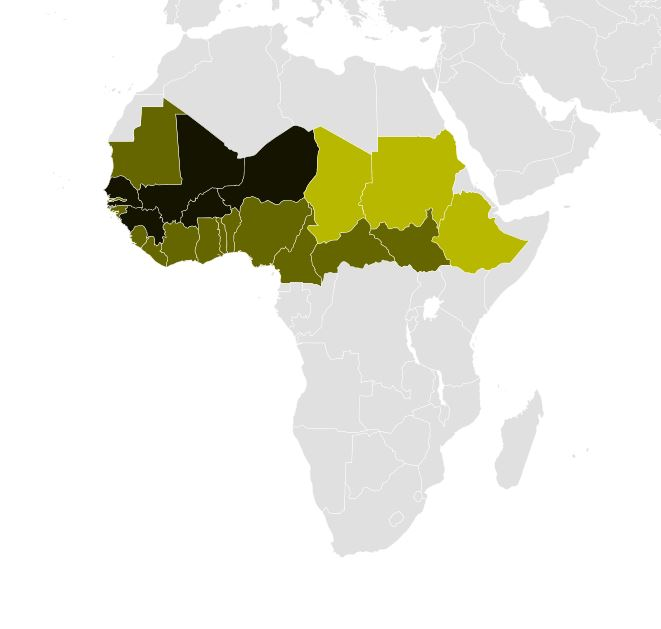
富拉尼人在非洲的分佈

### 人口
富拉尼人總共約3500萬人。以下為富拉尼人主要居住地人口數
- 奈及利亞19,420,000[4]
- 几内亚4,100,000[5]
- 2,500,000[6]
- 布吉納法索1,600,000[7]
- 喀麦隆1,400,000[8]
- 尼日尔1,200,000[9]
- 923,000[10]
- 501,000[11]
- 237,000[12]

### 語言
富拉尼人所說的語言受其所居住的環境改變。多數富拉尼人使用富拉尼語，有些富拉尼人則會同時使用富拉尼语和其所居地主要使用的語言，例如豪薩語、班巴拉語、沃洛夫語、阿拉伯語和英語。富拉尼語屬於尼日-剛果語系中的大西洋語支中的塞內岡比亞語支。和其他尼日-剛果語系的語言不同的是，富拉尼語沒有語調。

#### 語族
- 尼日-剛果語系
  - 大西洋语支
    - 塞內剛比亞語支
      - 富拉-塞雷爾語支
        - 富拉尼語

#### 名詞
富拉尼語的名詞階層系統由幾個有語義屬性的抽象分類組成。性別在富拉尼語的名詞中沒什麼份量，性別的詞語用形容詞來表現。
下表說明了類名，與類成員關聯的語義屬性，以及具有其類標記的名詞的示例,它是基於McIntosh 1984年對Kaceccereere Fulfulde的描述來完成的。
| 編號 | 階層名稱  | 意義                                         | 範例                                  |
| ---- | --------- | -------------------------------------------- | ------------------------------------- |
| 1.   | o         | 人（單數）                                   | laam-ɗo ‘酋長’                        |
| 2.   | ɓe        | 人們（複數）                                 | laam-ɓe ‘酋長們’                      |
| 3.   | ngel      | 小的物品（單數）                             | loo-ngel ‘小鍋子’                     |
| 4.   | kal       | 少量                                         | con-al ‘少量麵粉’                     |
| 5.   | ngum/kum  | 少量（貶義）                                 | laam-ngum/laam-kum ‘沒有價值的小長官’ |
| 6.   | kon/koy   | 小的東西、物品（複數）                       | ullu-kon/ullu-koy ‘小貓們’            |
| 7.   | nde       | 多種用途，包含球狀的物品                     | loo-nde ‘儲存東西的鍋子’              |
| 8.   | ndi       | 多種用途，包含不可數名詞                     | com-ri ‘疲憊’                         |
| 9.   | ndu       | 多種用途                                     | ullu-ndu ‘貓’                         |
| 10.  | nga       | 多種用途，包含一些大型動物                   | nood-a ‘鱷魚’                         |
| 11.  | nge       | 主要用來指「牛」、「火」、「太陽」、「饑餓」 | nagg-e ‘牛’                           |
| 12.  | ngo       | 多種用途                                     | juu-ngo ‘手’                          |
| 13.  | ngu       | 多種用途                                     | ɓow-ngu ‘蚊子’                        |
| 14.  | ngal      | 多種用途，包含一些增強詞義的單數             | ɗem-ngal ‘舌頭’                       |
| 15.  | ngol      | 多種用途，通常用在長的物品上                 | ɓog-gol ‘繩子’                        |
| 16.  | ngii/ngil | 多種用途，包含一些增強詞義的單數             | ɓog-gii/ɓog-gii ‘大繩子’              |
| 17.  | ka        | 多種用途                                     | laan-a 船                             |
| 18.  | ki        | 多種用途                                     | lek-ki 樹                             |
| 19.  | ko        | 多種用途                                     | haak-o湯                              |
| 20.  | kol       | 「小牛」、「西式學校」                       | ñal-ol 小牛, lekkol 學校              |
| 21.  | ɗam       | 主要形容液體                                 | lam-ɗam 鹽, ndiy-am 水                |
| 22.  | ɗum       | 中性名詞                                     | maw-ɗum 大的東西                      |
| 23.  | ɗe        | 無生命名詞（複數）                           | juu-ɗe 手們                           |
| 24.  | ɗi        | 非人類的有生命名詞（複數）                   | na'i 牛隻們                           |
| 25.  | man       | 所有階層                                     | nagge man, na'i man 牛隻們            |

#### 字母
富拉尼語的書寫形式有許多種，最大宗的是拉丁字母書寫系統，第二大宗則是1980年代在幾內亞被發明的阿拉伯文書寫系統，被稱作Adlam。

富拉尼語的阿拉伯書寫系統

- 塞內加爾、剛比亞、茅利塔尼亞使用的拉丁書寫系統

```
a
, 
aa
, 
b
, 
mb
, 
ɓ
, 
c
, 
d
, 
nd
, 
ɗ
, 
e
, ee, 
f
, 
g
, 
ng
, 
h
, 
i
, 
ii
, 
j
, 
nj
, 
k
, 
l
, 
m
, 
n
, 
ŋ
, 
ñ
, 
o
, 
oo
, 
p
, 
r
, 
s
, 
t
, 
u
, 
uu
, 
w
, 
x
, 
y
, 
ƴ
```

- 幾內亞使用的拉丁書寫系統

```
a
, 
b
, 
ɓ
, nb, 
c
, 
d
, 
ɗ
, 
e
, 
f
, 
g
, 
ɠ
, 
ng
, 
h
, 
i
, 
j
, 
nj
, 
k
, 
l
, 
m
, 
n
, 
ɲ
, 
ŋ
, 
o
, 
p
, 
r
, 
s
, 
t
, 
u
, 
w
, 
y
, 
ƴ
```

- 幾內亞比索、獅子山共和國、利比亞使用的拉丁書寫系統

```
a
, 
b
, 
ɓ
, 
c
, 
d
, 
ɗ
, 
e
, 
f
, 
g
, 
h
, 
i
, 
j
, 
k
, 
l
, 
m
, 
mb
, 
n
, 
nd
, 
ng
, 
nj
, 
ŋ
, 
ñ
, 
o
, 
p
, 
r
, 
s
, 
t
, 
u
, 
w
, 
y
, 
ƴ
, 
'
```

- 馬利、布基納法索使用的拉丁書寫系統

```
a
, 
aa
, 
b
, 
mb
, 
ɓ
, 
c
, 
d
, 
nd
, 
ɗ
, 
e
, ee, 
f
, 
g
, 
ng
, 
h
, 
i
, 
ii
, 
j
, 
nj
, 
k
, 
l
, 
m
, 
n
, 
ŋ
, 
ɲ
, 
o
, 
oo
, 
p
, 
r
, 
s
, 
t
, 
u
, uu, 
w
, 
x
, 
y
, 
ƴ
```

- 尼日、奈及利亞、喀麥隆、查德、中非共和國使用的拉丁書寫系統

```
a
, 
aa
, 
b
, 
mb
, 
ɓ
, 
c
, 
d
, 
nd
, 
ɗ
, 
e
, ee, 
f
, 
g
, 
ng
, 
h
, 
i
, 
ii
, 
j
, 
nj
, 
k
, 
l
, 
m
, 
n
, 
ŋ
, 
ny
, 
o
, 
oo
, 
p
, 
r
, 
s
, 
t
, 
u
, uu, 
w
, 
x
, 
y
, 
ƴ
```

## 歷史沿革
富拉尼人的起源有很多種假設性說法。大致來說能夠確定的是他們和北非或是阿拉伯人有關係。他們是西非三個有白種人基因的族群中的一個，因此他們的膚色更偏向深咖啡色而不是黑色。
富拉尼人的形成可能來自古西非人和北非人，例如伯伯爾人和埃及人。他們在西非的根源可能是在塞內加爾河流域。他們可能反映了西非人、北非人和阿拉伯人的混合基因，而且曾是薩赫爾地區或西非地區的王朝的一部分。

### 歷史事件時間表
| 時間      | 歷史事件 |
| --------- | --- |
| 4世紀     | 迦納帝國 出現在現今茅利塔尼亞東南方和馬利西部，是第一個蘇丹薩赫爾帝國                                                                                    |
| 5世紀     | 迦納帝國成為西非最大勢力 |
| 5世紀 (?) | 富拉尼人從今日摩洛哥和茅利塔尼亞向南和向東移動 |
| 9世紀     | 來自東邊和北邊的富拉尼人聚集在塞內加爾河下游河谷地區（今日塞內加爾境內），形成Takrur王國                                                                 |
| 11世紀    | Tekruur王國和Gao帝國在西非因為黃金貿易而繁榮 |
| 1042      | 由來自南摩洛哥和茅利塔尼亞的伯伯人穆斯林所興建的穆拉比特王朝攻擊Takrur王國                                                                               |
| 1050年代  | 伊斯蘭教在西非越發茁壯，逐漸有了立足之地 |
| 1050-1146 | 穆拉比特王朝佔領摩洛哥、阿爾及利亞和一部分的安達魯斯，1076年入侵迦納並建立政權                                                                           |
| 1062      | 穆拉比特王朝 在馬拉喀什建立首都 |
| 1100      | 迦納帝國的影響力和重要性開始消減 |
| 1147      | 穆瓦希德王朝被反抗穆拉比特王朝的伯伯人穆斯林控制，他們掌控了馬拉喀什並依序佔領原本由穆拉比特王朝統治的西班牙、阿爾及利亞，以及的黎波里（現今利比亞首都） |
| 1150      | 迦納帝國東山再起，迎來前所未有的高峰，控制了廣大的西非地區以及黃金和鹽的撒哈拉貿易路徑                                                                   |
| 1200      | Takrur帝國的富拉尼人在迦納帝國衰落時在自己的征服之路上出現，1203年佔領了迦納帝國的首都Koumbi Saleh                                                       |
| 1235      | 曼丁卡族偉大的武士領袖Sundiata Keita在今日的馬利發現了馬利帝國，在該領袖的統治下，馬利帝國逐漸擴大                                                       |
| 1240-1250 | 馬利帝國吸收了迦納帝國、Tekrur帝國以及桑海帝國 |
| 1324      | 馬利帝國第10位君王曼薩·穆薩進行了他著名的前往麥加的朝聖之旅                                                                                              |
| 1325      | 馬利帝國達到權利的巔峰，領土涵蓋西北非的絕大部分 |
| 1352      | 伯伯學者伊本·白圖泰遊歷非洲，並記錄下他的所見所聞 |
| 1450      | 富拉尼人為了尋求更多的牧場，開始了一波以塞內加爾為起點的東移潮，並在16世紀中開始接觸伊斯蘭教                                                             |
| 1461      | 富拉尼人在奈及利亞的記載出現 |
| 1462      | 桑尼·阿里成為桑海人的統治者，建立桑海帝國 |
| 1490      | 桑海帝國的勢力超越馬利帝國 |
| 16世紀    | 桑海帝國在阿斯基亞·穆罕穆德一世統治下進入大規模擴張時期                                                                                                  |

| 時間      | 歷史事件 |
| --------- | --- |
| 1515      | 桑海帝國達到全盛以及權力的小巔峰                                                                                            |
| 1590      | 桑海帝國被從北方入侵的摩洛哥人打敗                                                                                          |
| 1650      | 富拉尼人的又一波移民浪潮讓他們更滲入南塞內加爾和幾內亞中部的富塔賈隆高地                                                    |
| 1670      | 富拉尼人和Malick Sy,Sissibhe一起逐漸控制了塞內加爾的Bhundu地區                                                              |
| 1673      | 富拉尼人在Futa Tooro發生第一場失敗的聖戰                                                                                    |
| 1725      | 富拉尼人在富塔賈隆高地完成第一次成功的聖戰。富拉尼人中，穆斯林的勢力遠大於非穆斯林。同年第二場勝利的聖戰在Futa Toro被發起。 |
| 1730      | 富拉尼人強大的存在威脅到鄰國博諾帝國                                                                                        |
| 1800      | 第一波富拉尼聖戰潮結束 |
| 1804-1809 | 由奧斯曼·丹·福迪奧在豪薩地區領導的富拉尼聖戰開始；索科托哈里發國成立                                                        |
| 1808      | 奧斯曼·丹·福迪奧的孫子穆罕默德·貝洛領導富拉尼騎兵攻擊博諾帝國。                                                             |
| 1809      | 豪薩地區完全因富拉尼聖戰被富拉尼人佔領                                                                                      |
| 1809      | 富拉尼聖戰在Fombina地區展開。富拉尼殖民統治開始，至今富拉尼人一直是該地區（奈及利亞東北部、喀麥隆北部）的主要民族           |
| 1808      | 博諾人成功推翻富拉尼政權，但博諾帝國並沒有在戰爭中重新崛起，反而因此沒落                                                    |
| 1820-1827 | 馬利、西非的富拉尼人發現並統治馬西納帝國                                                                                    |
| 1824      | 約魯巴人的省份伊洛林市落入蘇科多富拉尼聖戰組織手中                                                                          |
| 1830      | 蘇科多哈里發達到權利巔峰時期                                                                                                |
| 1852      | 富拉尼部落Toucouleur的領袖發起沿塞內加爾河與尼日河上游的聖戰，建立伊斯蘭政權。1853年拿下廷巴克圖                            |
| 1862      | 馬西納帝國落入Toucouleur手中                                                                                                |
| 1893      | 法國佔領Fuuta Tooro帝國 |
| 1896      | 法國佔領富塔賈隆地區（波雷達卡戰爭）                                                                                        |
| 1903      | 英國佔領蘇科多哈里發國 |

## 社會、家庭與婚姻
富拉尼社會是父系的且婚後從夫居。親屬關係和輩分在他們的生活中至關重要。親屬關係的基本元素是性別、年齡和世代。親兄弟姐妹會和同父異母的兄弟姐妹團結起來，儘管他們和同母異父的兄弟姐妹仍然有特殊的連接關係。
父系家族是由3個規模一直在發展的世代組成。他們一起居住，成員們在遊牧工作上互相合作。父系家族掌控了婚姻，並且必須和同族通婚。一個氏族就是一個血統，氏族成員通常共享一個雨季營地。
社會分化為貴族、平民和奴隸等級，各種藝人被視為賤民階層，實行等級內婚。

### 親屬稱謂
富拉尼人的親屬稱謂相當模棱兩可。因此，任何一個親屬稱謂可以指涉一個特定的人或是一群人。會如此模棱兩可一部分的原因是富拉尼人的婚姻是近親通婚，所以任何人在家族中的角色都非常多。
| Baaba      | 父親                                             | Yaaye   | 母親             |
| Biddo/Bu   | 孩子                                             | Goggo   | 父親的姐妹或阿姨 |
| Bappanngo  | 父親的兄弟                                       | Kaawu   | 母親的兄弟       |
| Dendiraado | 交表（父親姐妹的子女或母親兄弟的子女）           | Sakike  | 兄弟姐妹         |
| Sakiraabe  | 兄弟姐妹或表/堂兄弟姐妹（即平表和交表）          | Mawniyo | 哥哥或姐姐       |
| Maama      | 祖父母/外祖父母或任何表兄弟姐妹的祖父母/外祖父母 |         |                  |

如果要特定說明性別，他們會在稱謂中加上說明性別的詞語，男性用biddi，女性用dibbo。

### 婚姻和家庭
富拉尼人不會實施生育控制，因為完美的或理想的富拉尼婚姻中會生很多小孩。為了達到這樣的目標，富拉尼人很年輕就結婚。社會中沒有特別的價值觀崇尚處女，女人們也毫不吝嗇與吹噓他們的性經驗。事實上，富拉尼社會期望女人在結婚前先有過性經驗。
同時，女人被社會期望在婚姻中展現出謙遜的態度，因為婚姻賦予了她特殊地位。組成富拉尼人婚禮的元素有些讓人疑惑，因為新郎新娘都不會出席。另外有個儀式叫koowgal儀式（牛群儀式）在這個儀式中新娘的爸爸會把其中一群牛轉移給新郎以示這個婚姻的合法性。他們也舉行一個伊斯蘭教的結婚儀式，叫kabbal。但新郎或新娘依然都不會出現在儀式現場。
一個重要的大眾都認同的事是婚姻是新娘移動到新郎的村莊，這件事他們叫bangal。新郎的村莊中的女人會迎接新娘的到來，她們也會為此舉辦一個儀式。另外，未來新娘生的孩子越多她的地位就越高，尤其是生男孩的話。
富拉尼人行內婚制，他們的結婚對象會最先選擇父系的平表親。如果沒有父系的平表，他們的第二選擇曾祖父或曾曾祖父跟他們自己是同一人的人作為結婚對象，或是父系的交表親。

#### 家庭單位
一個男人可以娶4名妻子。每一位妻子都會把牛群帶到婚姻中。擠牛奶和準備日常必需品是女人們的主要義務。女人透過她的兒子或是媳婦們來取得尊敬。

#### 繼承
同一個血統的成員繼承牛群和寡婦們。但居住在城市中的富拉尼人依照伊斯蘭制度來繼承，女子通常不會和她們的親兄弟競爭繼承權。

## 產業與生活
富拉尼人原本是遊牧民族，雖然有些富拉尼人迫於無奈開始從事定居農業，遊牧仍然被認為是傳統富拉尼產業的代表。而且富拉尼人是世界上最大的遊牧族群。另外，有些富拉尼居住在都市中，例如奈及利亞的Toroobe富拉尼人，他們教書、在政府部門上班、從事金融方面的工作，和一般在都市中生活的人無異，他們還和豪薩人通婚，不再說富拉尼語，形成豪萨-富拉尼人。
行遊牧的富拉尼人和住在都市的富拉尼人相比性格較散漫，他們會建造輕便的暫時性的小屋以利他們遷徙。富拉尼的男人在他們極度乾燥的腹地上養牛、山羊以及綿羊，擠牛奶則是女人的工作，女人也賣一些乳製品，她們用乳製品在市場中交換穀物，通常是和豪薩人交換。年長的男人則負責討論政策和定居的人們協商土地以利遊牧。所有富拉尼人幾乎都不吃牛肉，即便定居的富拉尼人有養牛，他們依然以農耕維生。不過他們會用牛的皮來做皮革，除此之外，在工藝方面他們也從事銀、金的鍛造、煉鐵以及編製籃子。

### 服飾

#### 奈及利亞
這一地區的富拉尼女子比其他地區的富拉尼女子更喜愛戴髮飾。她們喜歡用珠子來裝飾自己來展現她們的富裕和家族傳統。
這一地區的男子喜歡戴多彩明亮的帽子。在這個地區以及尼日的一些地區，富拉尼人往往會戴著著不同材質的手鐲，經常象徵著各種各樣的東西。一些手鐲與這些人的信仰連接在一起。

#### 西非
這一地區的富拉尼人過著遊牧生活，他們通常穿白色長袍，並戴帽以抵禦強烈的陽光。因此，他們的臉部周圍會有大量的白布覆蓋。這裡的男人喜歡輕一點的帽子，所以他們用稻草編製。因為他們可以取得皮革，他們在放牧羊群的時候就會一邊用皮革做衣服。因為材質天然，這些衣服為他們抵禦風沙也避免他們大量流汗，這些在他們的生活環境中至關重要。另外幾個特色是這裡的男人放牧的時候會持拐杖，他們會把拐杖放在肩膀上，或是在工作的時候一邊看著牧群一邊把手臂放在拐杖上休息。

## 信仰與習俗

### 信仰
超過九成住在城市中的富拉尼人是穆斯林，伊斯蘭教也是他們用來區分你我的方式。富拉尼神職人員的名望很高，同時也是他們和非洲其他國家聯繫的關鍵人物。
他們是伊斯蘭教中神職人員階級的主要成員。不過和其他西非的伊斯蘭教徒不同的是，富拉尼人有融合當地傳統信仰的蘇非主義神職人員，他們擁有治病的能力和超自然能力，並藉此建立名聲。

### 禁忌
- 不能直呼伴侶、長子、長女、父母、岳父岳母或公公婆婆、美麗的女人的父母的名字。
- 完全遵守伊斯蘭對於飲食的規定
- 不吃羊肉以防患麻風[24][25]

### 儀式
富拉尼人一生中幾個重要的事件都會舉行儀式——取名、接受年輕女性進入族群、結婚、生第一個孩子等等。

#### Shar'o儀式
Shar'o儀式是富拉尼男性的成年禮或是男性在婚禮前必須接受的儀式，儀式中年輕男子或是準新郎會被公開鞭笞，過程中不能表現出疼痛或是不舒服的樣子。這個儀式的目的是證明他們的力量、忍耐力和恢復力雖然有人在這個儀式中死亡過，年輕男子們還是很渴望參加這個儀式，並且在他們接下來的人生中光榮地展現他們的傷疤。

## 文學與藝術

### 民間傳說
即便富拉尼人深受伊斯蘭教影響，他們仍然有自身的族群起源傳說。該傳說稱富拉尼人起源於一個出現在河中的牛群，並且是第一個富拉尼家族，後來他們走遍非洲大陸並且不斷生育，形成了現在的富拉尼人。

### 紋身
富拉尼人和其他非洲人不同的是他們非常尊重美女。其中一個展現美女的美麗的方式是全身刺滿刺青或是畫漢娜彩繪，漢娜彩繪是一種用特殊植物做成的天然染劑來彩繪的手工藝。他們用漢娜彩繪在全身上下裝飾自己，最常見的部位是手臂、手和腿部。有些圖案有著民族歷史的深意，但大多數都只是要強調女子的美麗。要注意的是她們的嘴唇，他們會在嘴唇或唇部周圍刺很多次黑色的刺青。

## 現況
現在主要分佈在奈及利亞。今奈及利亞富拉尼人，基本上已豪薩化。他們正在與豪薩人一起形成豪薩-富拉尼人，為奈及利亞第一大族，約占全國人口29%，如今在該國富拉尼人與豪薩人已無太大差異，在該國政治和經濟生活中起著舉足輕重的作用。

### 生活環境
遊牧富拉尼人生活非常苛刻。他們經常住在小的臨時營地，當他們為牧群尋找牧場和水時會迅速拆除這些物品。由於定居點與城鎮的距離，現代醫療保健是不容易獲得的。
富拉尼也定居在城鎮他們通常居住在大型家庭住宅。

### 教育
所有富拉尼成年人和大齡兒童都可以通過責罵，諺語和諺語和故事來教育年輕的孩子。孩子也通過模仿學習。在許多社區，大約六歲的孩子都會參加伊斯蘭教（古蘭經）學校。在這裡，他們學習、背誦經文，並了解伊斯蘭教的做法、教義和道德。如今，城鎮的富拉尼小孩上小學和中學，有些人最終入讀大學。

## 延伸閱讀
- Prof. Mark D. DeLancey's Fulbe studies bibliography, Accessed 25 March 2008.

## 外部連結
- webPulaaku（页面存档备份，存于） Portal of Fulɓe history and culture
- Online magazine published/edited in Fulfulde by Saajo Bah
- Online magazine published/edited in Fulfulde by Ibrahima Sarr
- Online magazine in Fulfulde published by Fedde Bamtaare Pulaar in Mauritania （页面存档备份，存于）
- Online Magazine published/edited by Ibrahima Ly （页面存档备份，存于）
- Fulfulde online paper
- Fulfulde online news site published/edited by Lewlewal Group Networks （页面存档备份，存于）
- KJPF Egypt
- Online bilingual dictionary authored by Oumar Bah
- Mini trilingual dictionary of political and legal terminology
- Mini bilingual dictionary of mathematical terminology[永久]
- Portal of Fulɓe Fuuta Jaloo history and culture （页面存档备份，存于）
- based in USA/ published by Pulaar Speaking Association
- WorldStatesmen - Nigerian Traditional states（页面存档备份，存于）